# Бій у Бузковому парку
1 березня 2022 року, в перші дні після російського повномасштабного вторгнення, у Бузковому парку в Херсоні відбувся бій: українська територіальна оборона протистояла російським окупаційним військам. У бою більшість оборонців Херсона загинула.

## Історія
Станом на 1 березня 2022 року російські окупанти вже захопили село Чорнобаївка. Близько 10-ї ранку до Бузкового парку виїхали понад 40 військових 194-го білозерського батальйону 124-ї окремої бригади територіальної оборони. Більшість із них — мешканці сіл колишнього Білозерського району. Розташувалися у Бузковому парку та біля прохідної Херсонського нафтопереробного заводу. Очікувалося, що з боку росіян буде тільки піхота. До прибуття українських сил в районі розташованого поряд «Епіцентру» («Нової лінії») вже перебували російські військові.
Бій відбувся близько 11-ї години та тривав орієнтовно 20—30 хвилин. Російські окупанти на озброєнні мали бронетехніку, зокрема танки та БМП. Тим часом бійці тероборони були озброєні гвинтівками, одиничними зразками автоматичної зброї, коктейлями Молотова, гранатами та гранатометами. Внаслідок бою загинули щонайменше 24 бійці тероборони. Після бою росіяни добивали поранених. Бійцю, який це побачив, а також кільком іншим, вдалося залишити парк. З боку російської армії був щонайменше один убитий.
Частина бійців, які вижили після бою, відступили на територію нафтопереробного заводу та згодом його залишили.
Наслідки бою в Бузковому парку херсонці побачили наступного дня. 2 березня кілька місцевих жителів увійшли в парк.
Херсонець Андрій Бакун допомагав вцілілим тероборонівцям відступати з Бузкового парку, а ще пізніше, під час окупації, зберігав у себе частину документів загиблих у Бузковому парку. Після визволення Херсона він передав ці документи СБУ. Крім того, Бакун кілька місяців переховував у себе одного з поранених тероборонівців, який брав участь у паралельному бою в районі Білозерської площі в Херсоні.
Тіла загиблих згодом збирали та хоронили місцеві мешканці. Місцеві мешканці зібрали 16 цілих тіл і чотири мішки з людськими залишками. Про збирання тіл у Бузковому парку розповів Іван Бєліков. Священнику Сергію Чудиновичу вранці 3 березня зателефонував колишній міський голова Херсона Володимир Миколаєнко. Він повідомив, що на цвинтарі ховатимуть бійців тероборони й попросив їх відспівати. Чудинович погодився. У травні 2022 року, під час окупації Херсона, у Бузковому парку створили імпровізований меморіал загиблим.

## Втрати

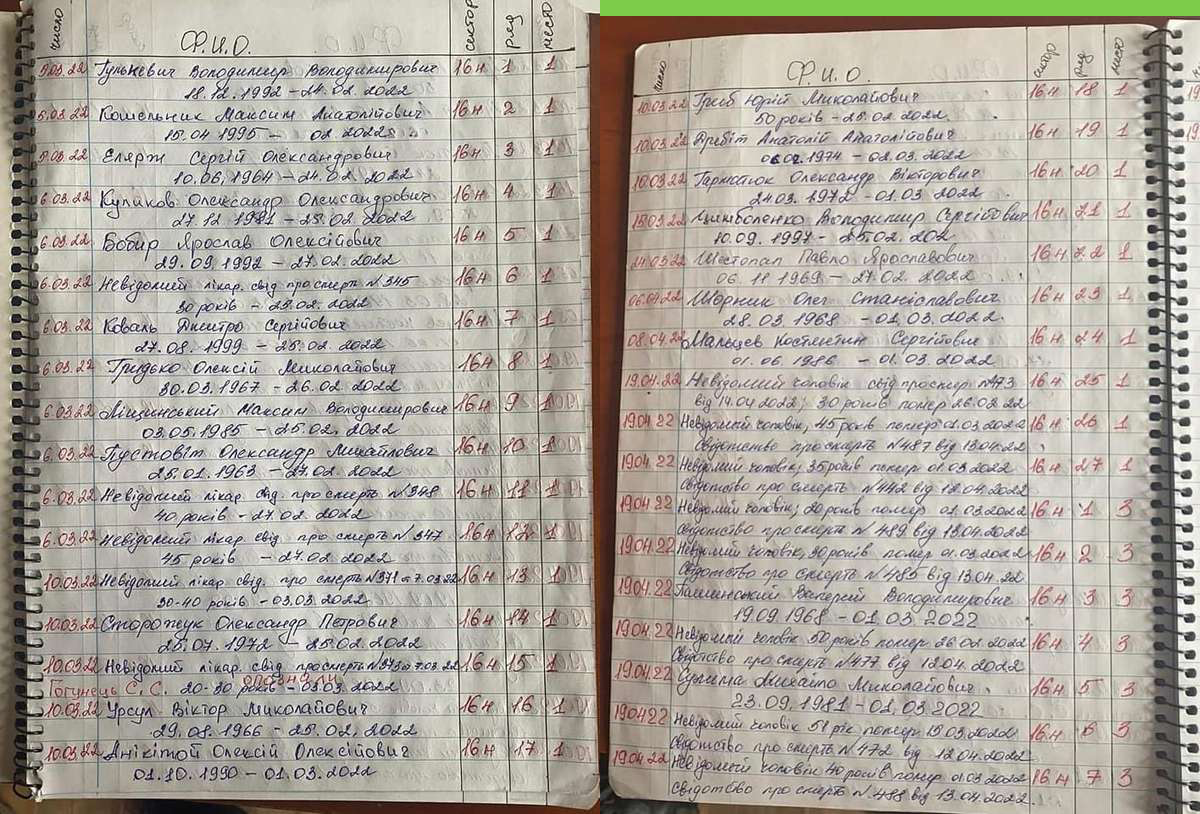
Список загиблих у Херсоні на початку російського вторгнення, яких було поховано на цвинтарі Геологів

Прокуратура змогла провести судово-медичні експертизи тіл 24 загиблих у Бузковому парку, цей список у відкритому доступі відсутній. Є список похованих у шістнадцятому секторі на цвинтарі Геологів на початку березня 2022 року. Багато з них — неопізнані.
- 2022 — Пашинський Валерій Володимирович. 19.09.1968 р.н.
- 2022 — Мальцев Костянтин Сергійович. 01.06.1986 р.н.
- 02.2022 — Кошельник Максим Анатолійович, військовослужбовець. 15.04.1995 р.н.[7]
- 24.02.2022 — Елярж Сергій Олександрович. 10.06.1964 р.н.
- 25.02.2022 — Цимбаленко Володимир Сергійович, боєць ТрО[уточнити]. 10.09.1997 р.н.
- 25.02.2022 — Коваль Дмитро Сергійович, військовослужбовець. 27.08.1999 р.н.[8]
- 25.02.2022 — Ліщинський Максим Володимирович, 59 ОМПБр. 03.05.1985 р.н.
- 25.02.2022 — Сторожук Олександр Петрович. 25.07.1972 р.н.[7]
- 25.02.2022 — Урсул Віктор Миколайович, військовослужбовець, 29.08.1966.[9][10]
- 26.02.2022 — Куліков Олександр Олександрович, старший солдат, стрілець-снайпер 2 механізованого взводу механізованої роти. 27.12.1981 р.н.[11]
- 26.02.2022 — Гридько Олексій Миколайович, військовослужбовець. 30.03.1967 р.н.[7]
- 27.02.2022 — Ярослав Олексійович Бобир, командир танкового взводу танкової роти танкового батальйону в/ч А1619. 29.09.1992 р.н.
- 27.02.2022 — Пустовіт Олександр Михайлович, військовослужбовець. 25.01.1963 р.н.
- 01.03.2022 — Сулима Михайло Миколайович. 23.09.1981 р.н.
- 01.03.2022 — Осінній Володимир Леонідович. Загинув у Бузковому парку.[12][13]
- 01.03.2022 — Хандусенко Сергій. Загинув у Бузковому парку.
- 01.03.2022 — Ронський Олексій Михайлович. Загинув у Бузковому парку.[13]
- 01.03.2022 — Сливкін Микола Миколайович. Загинув у Бузковому парку.[13]
- 01.03.2022 — Грозинський Віталій Володимирович. Загинув у Бузковому парку.[13]
- 01.03.2022 — Шорник Олег Станіславович. 28.03.1968 р.н. Загинув у Бузковому парку.
- 01.03.2022 — Данілов Денис Павлович. 14.10.1981 р.н. Загинув у Бузковому парку.[13]
- 03.03.2022 — Гогунець С. С.

## Вшанування

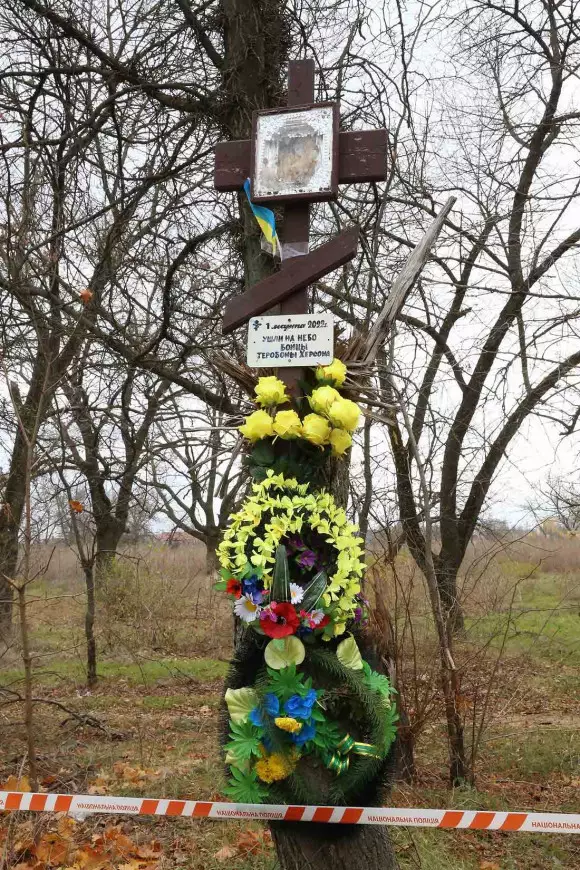
Імпровізований меморіал учасникам бою в Бузковому парку, встановлений у травні 2022 року

2023 року, до річниці бою, у парку встановили пам'ятник.

## Наслідки
На квітень 2023 року ані виплат, ані визнання їх учасниками бойових дій поранені тероборонівці та сім'ї загиблих від держави не мали.

### Відео
- Розстріляні херсонці у Бузковому парку